# Guy Level
Guy Level est un ingénieur du son français. 

## Filmographie
- 1984 : Carmen de Francesco Rosi
- 1985 : Orfeo de Claude Goretta
- 1988 : La Bohème de Luigi Comencini
- 1988 : La Lectrice de Michel Deville
- 1989 : Boris Godounov d'Andrzej Żuławski
- 1995 : Madame Butterfly de Frédéric Mitterrand

## Récompenses
- 1985 : César du meilleur son (avec Dominique Hennequin) pour Carmen